# Josef Fischer
Josef Fischer (Neukirchen beim Heiligen Blut, 20 gennaio 1865 – Monaco di Baviera, 3 marzo 1953) è stato un ciclista su strada tedesco.
Professionista dal 1896 al 1903, fu il primo vincitore della Parigi-Roubaix.

## Carriera
Fischer si mise in luce negli ultimi anni del 1800, quando fu protagonista alla Parigi-Roubaix, di cui fu il primo vincitore, e anche di sfide contro uomini a cavallo: nella Vienna-Berlino, corsa di oltre 580 chilometri, si dice che si fosse messo in gara con un cavaliere su chi dei due arrivasse primo a Berlino e Fischer riuscì a batterlo di numerose ore.
Alla Parigi-Roubaix, che si correva la prima volta nel 1896, Fischer terminò vittorioso in più di nove ore, con una media di trenta chilometri orari. Dovette fronteggiare anche alcuni imprevisti, prima un cavallo che imbizzarrito caricò il gruppo e poi un blocco dovuto a delle mucche che pascolavano nelle zone di passaggio della corsa. Sempre nel 1896 vinse il campionato nazionale di mezzo fondo, nel quale fu secondo nel 1898. Nella stessa specialità, nel 1897, arrivò quarto nel campionato europeo.
Nel 1900 riuscì a vincere la Bordeaux-Parigi, corsa in linea francese, ma fu il suo ultimo grande acuto.
Nel 1903 si presentò al primo Tour de France della storia ma, ormai trentottenne, concluse la corsa al quindicesimo posto della classifica generale.

## Palmarès

### Strada
- 1892 (due vittorie)

Monaco-Koburg
Monaco-Pilstig
- 1893 (tre vittorie)

Vienna-Berlino
Basel-Freiburg-Basel
Mosca-San Pietroburgo
- 1894 (una vittoria)

Milano-Monaco
- 1895 (due vittorie)

Trieste-Graz-Vienna
Vienna-Salisburgo
- 1896 (due vittorie)

Parigi-Roubaix
Hadersleben - Hamburg
- 1899 (una vittoria)

Quattro Giorni di Amburgo
- 1900 (una vittoria)

Bordeaux-Parigi

### Pista
- 1896

Campionati tedeschi, Mezzofondo

## Piazzamenti

### Grandi giri
- Tour de France

1903: 15º

### Classiche
- Parigi-Roubaix

1896: vincitore
1900: 2º

### Competizioni europee
- Campionati europei

Germania 1897 - Mezzofondo: 4°
Germania 1899 - Mezzofondo: 6°